# ArmaTrac
ArmaTrac je traktorska blagovna znamka turške skupine Erkunt.Podjetje Erkunt je bil ustanovljen leta 1953, sprva so proizvajali lite izdelke in strojne dele. Leta 2003 je Erkunt začel s traktorsko divizijo imenovano Erkunt Tractor Industries, Inc, ki je proizvajala traktorje pod blagovno znamko "ArmaTrac". Podjetje je 2. največji turški proizvajalec traktorjev. 